# Daxborn
Daxborn ist ein Ort in der Gemeinde Engelskirchen im Oberbergischen Kreis in Nordrhein-Westfalen in Deutschland.

## Lage und Beschreibung
Der Ort liegt im Südosten von Engelskirchen an der Bundesautobahn 4 und südlich der Agger. Nachbarorte sind Kaltenbach, Bellingroth und das zum Stadtgebiet von Wiehl gehörende Forst.

## Geschichte
1413 wurde der Ort erstmals in einer Kämmereirechnung für den Fronhof Lindlar urkundlich genannt.